# Callista (Vorname)
Callista ist ein weiblicher Vorname.

## Herkunft und Bedeutung
Der Name wird im Englischen verwendet und ist eine Variante von Calista. Eine weitere Variante ist Kalysta.

## Bekannte Namensträgerinnen
- Callista Brenzing (1896–1975), deutsche Zisterzienserin und Lehrerin
- Callista Roy (* 1939), US-amerikanische Pflegetheoretikerin